# Tennis Court
Tennis Court is een nummer van de Nieuw-Zeelandse zangeres Lorde uit 2013. Het is de tweede single van haar debuutalbum Pure Heroine.
Het nummer gaat over het leven van Lorde veranderde door haar succes. Ondanks de titel van het nummer speelt Lorde geen tennis. De titel verwijst volgens Lorde naar de tennisbaan in haar geboorteplaats waar ze in haar jeugd met haar vrienden rondhing. "Tennis Court" werd, in tegenstelling tot voorganger Royals, internationaal geen grote hit. Hoewel het in Lorde's thuisland met een nummer 1-positie wél succesvol was, bereikte het in Nederland slechts de 19e positie in de Tipparade. In de Vlaamse Tipparade was de plaat succesvoller met een 4e positie.

## Tracklijst
Cd-single
1. "Tennis Court" – 3:18
2. "White Teeth Teens" – 3:36

Muziekdownload
1. "Tennis Court" – 3:18
2. "Swingin' Party" – 3:42